# Petrarca Basket
Il A.S.D. Petrarca Basket, nota semplicemente come Petrarca o Petrarca Padova, è una società di pallacanestro della città di Padova.
Il simbolo della società è lo scudo crociato del Petrarca e i colori sociali sono il bianco e il nero.
È attiva a livello di settore giovanile. 

## Storia

Formazione della Pallacanestro Petrarca Padova nella stagione 1965-1966.
Da sinistra in alto: (14) Emilio Fontana, (9) Roberto Schiavon, (11) Giuseppe Stefanelli, (12) Luigi Peroni, (4) Doug Moe, (13) Alberto Pizzati, (6) Francesco Varotto, (8) Paolo Fantin, (7) Alberto Toniolo, (10) Alberto Tonzig, (5) Gianluigi Jessi Allenatore Aleksandar "Aza" Nikolić,

La sezione pallacanestro dell'Unione Sportiva Petrarca venne costituita nel 1934 grazie ad un gruppo di studenti del Collegio Antonianum dei gesuiti di Padova.

Derby tra Petrarca (rossi) e Virtus Padova (neri) in Serie B1 nel 1992.

John Fox (sinistra) e Dexter Cambridge ai tempi del Petrarca stagione 1993-1994.

Il Petrarca ha militato per dodici anni in Serie A negli anni sessanta-inizio settanta. Nella stagione 1965-1966, allenato da Aza Nikolić centrò il terzo posto, il suo miglior piazzamento di sempre.
Tra gli anni settanta e l'inizio degli anni novanta, il Petrarca disputò i campionati minori. Nel 1993, con la conduzione di Waldi Medeot, arrivò la promozione in Serie A2, dove rimase quattro anni prima di tornare in Serie B1 nelle serie minori. In quel periodo entrarono nel roster petrarchino alcune promesse del basket italiano, come Roberto Chiacig e Denis Marconato.
Nel 2001 vi fu la fusione con il Patavium, altro club cittadino che a sua volta era il risultato di una fusione avvenuta nel 1994 tra il Solesino e la Pierobon di Padova. 

La Floor Petrarca nella stagione di Serie A2 1993-1994.

Il nuovo sodalizio, chiamato Patavium Petrarca, centrò la semifinale promozione nella stagione 2001-02, ma nelle stagioni successive ebbe un'involuzione fino a retrocedere nuovamente al termine della stagione 2004-05. Da una costola del Patavium Petrarca nacque nel 2004 il club Junior Patavium Petrarca, che si occupa di basket giovanile.
Nel febbraio 2011 fu costituito il Gruppo Petrarca Basket, erede del club nato nel 1934. Le società del gruppo sono: A.D. Junior Basket Petrarca, A.D. Pallacanestro Petrarca, A.D. Petrarca Basket 113, A.D. Basket Patavium, Centro Minibasket Castagnara e l'A.D. Basket Rosa Petrarca.
Nel luglio 2013 dopo la retrocessione in Serie D, il Petrarca si fonde con l'Armistizio Patavium, squadra di Serie D retrocessa in Promozione, dando vita al Petrarca Armistizio Patavium che giocherà con i diritti del Petrarca.
In passato le due squadre avevano già collaborato a livello di settore giovanile.
Il 18 luglio 2014, dopo avere fatto richiesta alla Lega Nazionale Pallacanestro, viene ammesso a disputare il campionato di Serie C 2014-15.
Il 6 luglio 2015 la prima squadra entra a far parte della neonata Unione Basket Padova. Tuttavia l'attività di prima squadra e giovanile continua come Basket Patavium A.S.D. ripartendo dal campionato di Promozione.
Dopo quattro stagioni nel campionato di Promozione, dal 2019 al 2021, il Petrarca, si dedica solo all’attività di settore giovanile. Dalla stagione 2021-2022, riprende l’attività di prima squadra, iscrivendosi al campionato di Serie C Silver. Dalla stagione 2023-2024, ritorna ad occuparsi del settore giovanile, lasciando la prima squadra all'UBP Petrarca, società autonoma che milita nella Serie B Interregionale.

## Denominazioni passate
In passato il Petrarca per motivi di sponsorizzazione, ha militato con i nomi Boario, Gorena, Kidland, Simod, Elledì, Floor, Acqua & Sapone, Elvox  e Guerriero.

## Strutture

### Campo da gioco

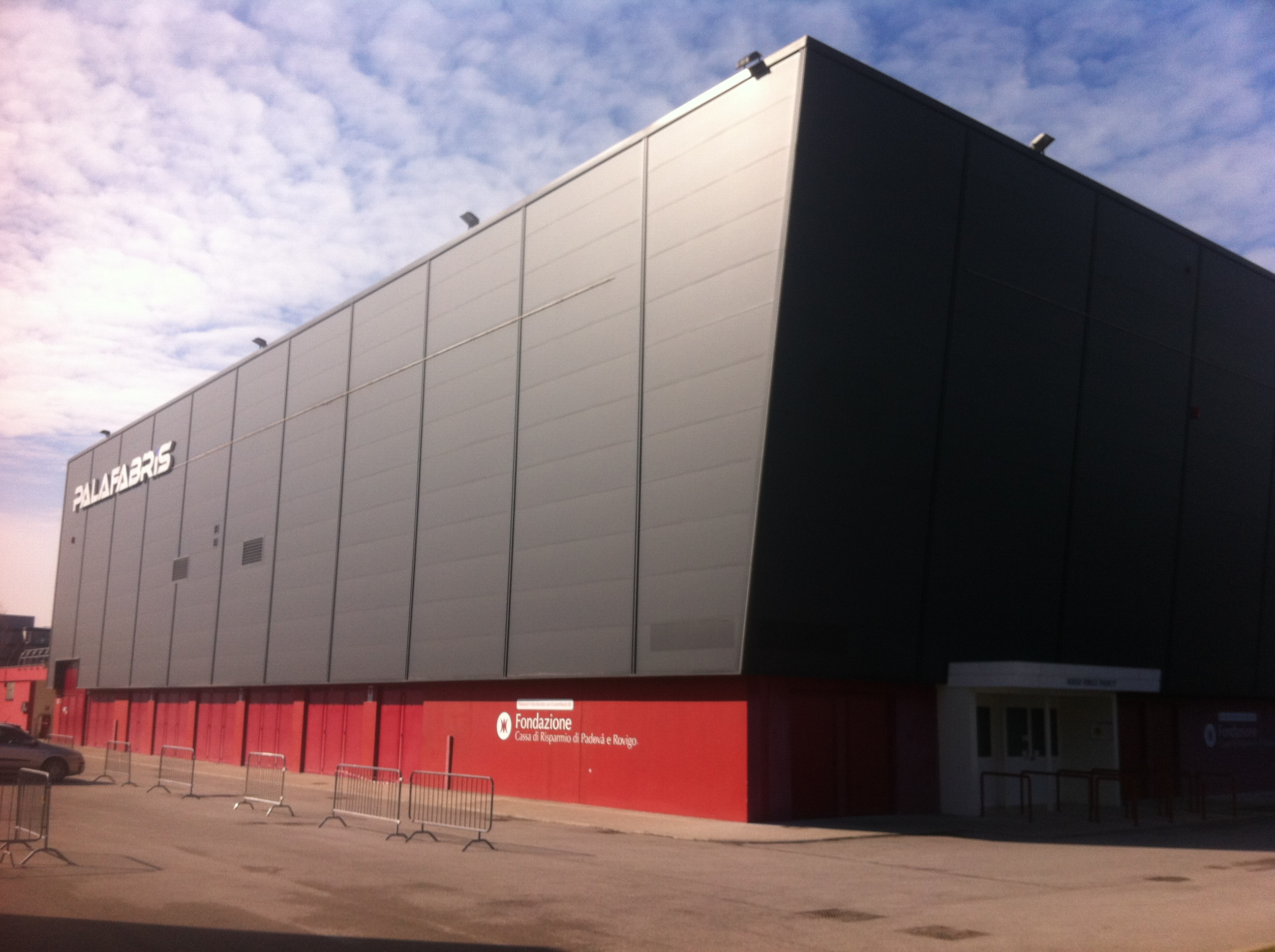
Il PalaFabris di Padova.

Il Petrarca, durante la sua storia, ha giocato le partite interne di campionato in diverse strutture.
In particolare si ricordano due strutture: il "Tre Pini" (oggi non più esistente) dove il Petrarca nella stagione 1965-1966 toccherà il suo massimo splendore agonistico e il "PalaFabris" (ex Palasport San Lazzaro) il più importante, capiente e moderno palasport della Città di Padova.
Negli ultimi anni il Petrarca, giocando nelle serie minori, ha perfeito disputare le partite in casa in strutture minori sparse per la Città di Padova, tra cui il Cà Rasi sito nella zona di Padova denominata Mandria e capiente 400 posti.

## Giocatori

Il giocatore jugoslavo Radivoj Korać.

La Boario Petrarca nella stagione 1967-1968.

### Stranieri
- Dexter Cambridge
- John Fox
- Chad Gillaspy
- Radivoj Korać - Top scorer campionato Serie A maschile FIP 1968-1969 con 581 punti
- Doug Moe - Top scorer campionato Serie A maschile FIP 1965-1966 con 674 punti
- Darren Morningstar

## Allenatori

### Stranieri
- Aza Nikolić
- Ivan Mrázek

## Palmarès

### Competizioni Nazionali
- Campione d'Italia della Serie B: 1

1956-57
- Campionato italiano di Serie A - Girone A: 1

1958-59
- Campionato italiano di Serie B - Girone A: 1

1970-71

### Competizioni Giovanili
- 4 scudetti categoria juniores (1957, 1958, 1959, 1967).

## Altre società

### Tre Pini
Nel 1990 il Petrarca, ha avuto una società satellite, la Società Pallacanestro Tre Pini, che ha partecipato al campionato di Promozione.

### UBP Petrarca
Con la stagione sportiva 2022-2023 di Serie B, l’Unione Basket Padova, nata nel 2015, decide, di cambiare il nome, il logo e colori sociali, con quelli del Petrarca Basket.